# ジャン＝ジャック・オリガス
ジャン＝ジャック・オリガス（フランス語: Jean-Jacques Origas、1937年8月17日 - 2003年1月26日）は、フランスの日本近代文学研究者。

## 経歴
1937年生まれ。パリ大学および高等師範学校でドイツ語文学を学んだのち、日本文学に志望を変更。1961年から1964年にかけて早稲田大学に留学し、森鷗外、夏目漱石、坪内逍遥など近代日本の日本文学を研究した。また、東京外国語大学で講師も務めた。
1965年、フランス国立東洋言語文化研究所助教授に就いた。1969年に教授昇格。フランス大学出版局から出版された"Dictionnaire de littérature japonaise(日本文学辞典)"の出版にあたっては、かつての教え子などを組織し、編纂を指揮した。2003年、肺血栓のためパリ郊外で死去した。

## 受賞・栄典
- 1988年：国際交流基金賞受賞。
- 1999年：勲三等瑞宝章を受章。
- 2004年：没後『物と眼　明治文学論集』でやまなし文学賞受賞。

## 著書
- 『物と眼 明治文学論集』岩波書店 2003.9. ISBN 4-00-025294-1
- Dictionnaire de littérature japonaise, Jean-Jacques Origas, PUF, Collection Quadrige
- La Lampe d'Akutagawa. Essais sur la littérature japonaise moderne, Jean-Jacques Origas, présenté par Emmanuel Lozerand et Christophe Marquet, Paris, Les Belles Lettres, coll. "Japon" octobre 2008

## 参考資料
- 「追悼 ジャン=ジャック・オリガス教授」『比較文學研究』第83号、東大比較文學會編、すずさわ書店、2004年3月、105-116頁、ISSN 0437455X、NAID 40006527541。（目次）